# Kali Yuga

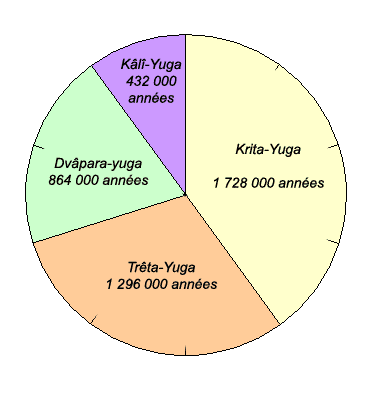
Una de les cronologies del cicle dels yuga

Kali Yuga (devanāgarī: कलियुग - kəli juɡə, 'edat de Kali' o 'edat del vici') és l'última de les quatre edats del món que formen el cicle dels yuga descrit en les escriptures índies; les altres edats són Satya Yuga, Treta Yuga i Dvapara Yuga. El nom prové del dimoni apocalíptic Kali (que no s'ha de confondre amb la deessa Kali).
Els hindús anomenen aquest període "l'edat fosca" perquè creuen que la civilització humana hi degenera moral i espiritualment, trobant-se en el punt més allunyat possible de la seva relació amb la divinitat; a l'edat de Satya Yuga (o Krita Yuga), la primera etapa de desenvolupament, el valor moral de la humanitat era tres cops més important que a Kali Yuga, ja que a cada edat es perd un quart d'aquest valor.
La durada i l'inici cronològic de Kali Yuga ha donat lloc a diferents avaluacions i interpretacions. La majoria d'intèrprets de les escriptures hindús consideren que el món travessa actualment aquesta època; segons el tractat astronòmic Surya Siddharta (d'uns 1500 anys d'antiguitat), Kali Yuga va començar a mitjanit el dia 23 de gener del 3102 aC, dia en què Krixna va abandonar la Terra per a retornar al seu origen. Igualment segons la visió majoritària, aquesta era ha de durar 432.000 anys i s'acabarà amb l'arribada de Kalki, el darrer avatar de Vixnu que instaurarà l'inici d'un nou cicle. No obstant, diversos erudits de l'hinduisme consideren que Kali Yuga s'acabarà aviat i d'altres pensen fins i tot que ja s'ha acabat.